# Essa Moça Tá Diferente
Clip vidéo
[vidéo] « Chico Buarque - Essa Moça Tá Diferente », sur YouTube
Essa Moça Tá Diferente (en français : « Cette fille est différente ») est une chanson de bossa nova tropicale, de l'auteur-compositeur-interprète brésilien Chico Buarque, enregistrée sur son album Chico Buarque de Hollanda, vol.4 de 1970. Elle devient un tube international de l'été 1988 à la suite de sa reprise pour une campagne de spot publicitaire Schweppes.

## Production
Le poète-musicien brésilien Chico Buarque (natif de Rio de Janeiro) compose, écrit et chante à l'age de 26 ans cette chanson de bossa nova tropicale en portugais brésilien, à la fois langoureuse, chaude et mélancolique, sur le thème d'un coup de foudre amoureux non réciproque,.
Une importante campagne de spot publicitaire Schweppes à succès relance son tube brésilien au niveau international, à titre de musique publicitaire, durant l'été 1988,, avec un clip tourné à la façon d'un film amateur de souvenirs de vacances au caméscope noir et blanc des années 1980, avec un groupe de jeunes cariocas qui s'amusent et dansent la samba à l'ombre d'une paillote de la plage de Copacabana, sur fond du mont du Pain de Sucre de Rio de Janeiro au Brésil.

## Reprises et adaptations
Ce tube est réédité sur de nombreuses compilations de bossa nova. Il est également repris par plusieurs interprètes, dont :
- 2004 : Roberta Sá (album Sambas e Bossas)[1]
- 2016 : Pauline Croze (album Bossa nova)[1]
- 2020 : Bianca Costa (album Florianòpolis)[9]

## Cinéma et télévision
- 1988 : Spot publicitaire Schweppes[10]
- 1991 : Spot publicitaire Shoups (parodie du spot Schweppes) par Les Inconnus[11]